# Cinnamomum floccosum
Cinnamomum floccosum är en lagerväxtart som beskrevs av Van der Werff. Cinnamomum floccosum ingår i släktet Cinnamomum och familjen lagerväxter. Inga underarter finns listade i Catalogue of Life.